# アンゲリナ・グリューン
アンゲリナ・グリューン （Angelina Grün、現姓：ヒュブナー、1979年12月2日 - ）は、ドイツのバレーボール選手。旧ソビエト連邦（現在のタジキスタン、当時のタジク・ソビエト社会主義共和国）・ドゥシャンベ出身。ポジションはアウトサイドヒッター。2009年からはピーチバレーに転向していた。

## 来歴
1990年にVCエッセン＝ボーベックに入団し、1994年にドイツジュニア代表に初選出された。1996年にUSCミュンスターに移籍し最初のシーズンにリーグ優勝を経験。1997年にドイツ代表に初選出されて以降はドイツのエースアタッカーへと成長した。
1998年日本で開催された世界選手権に出場した。オリンピックには2000年のシドニー大会、2004年のアテネ大会に出場した。
2003年からイタリア・セリエAのベルガモに5シーズン在籍し、国内リーグと欧州チャンピオンズリーグで2度の優勝を飾った。
2011年、3年ぶりの代表復帰となった欧州選手権でチームを準優勝へ導き、自身もベストレシーバー賞を受賞した。同年のワールドカップに出場した。
2012年、ラビタ・バクーに移籍した。
結婚し2012年末より登録名をヒュブナーに変えている。

## 球歴
- オリンピック - 2000年、2004年
- 世界選手権 - 1998年、2002年、2006年
- 欧州選手権 - 1999年、2001年、2003年、2005年、2007年、2011年

## 受賞歴
- 2007年 2006/07欧州チャンピオンズリーグ　 MVP
- 2011年 欧州選手権 ベストレシーバー賞
- 2012年 FIVB世界クラブ選手権 ベストサーバー賞

## 所属クラブ
- USCミュンスター （1996-2001年）
- バレー・モデナ （2001-2003年）
- バレー・ベルガモ （2003-2008年）
- ワクフバンク・ギュネシュ・スィゴルタ（2008-2009年）
- アレマニア･アーヘン  (2011年シーズン中移籍)
- ディナモ・モスクワ（2011-2012年）
- ラビタ・バクー(2012-2013年)
- SG Marmagen-Nettersheim（2014-2015年）